# Markt (Venlo)
De Markt is een plein in de binnenstad van de Nederlandse plaats Venlo.

## Locatie
Het verbindt de Steenstraat/Gasthuisstraat (aan de zuidzijde van het stadhuis) en de Peperstraat/Jorisstraat (aan de noordzijde van het stadhuis) - hier lag tot zeker 1953 de Groenmarkt - met aan de oostzijde de Lomstraat/Vleesstraat.

## Geschiedenis

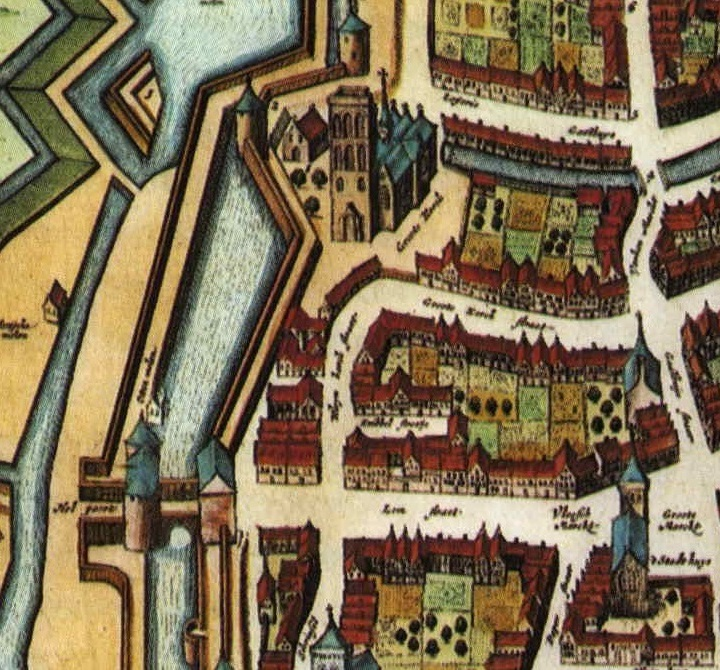
De Vleeschmarkt en de Grote Markt op een kaart van Blaeu uit 1652

Het plein, in de middeleeuwen Het Cruys genaamd, is waarschijnlijk aangelegd in de 12e of 13e eeuw.
Aan dit in de middeleeuwen kleinere plein stond het Steenen Huys van ridder Gerard van Boicholt. Dat werd aan de stad verkocht om te gebruiken als stadhuis. Vanaf 1597 werd dit plein aan de noordzijde van het vernieuwde stadhuis, de Groenmarkt genoemd, terwijl het gedeelte aan de zuidzijde de Groote Markt werd genoemd. Aan de westzijde van de Groote Markt lag tot in de 16e eeuw het Vleeshuis. Aan deze zijde werd destijds vlees verhandeld op de Vleeschmarkt.
In de 18e eeuw werden hier soms een strafezel en een drilkooi neergezet, destijds relatief gangbare publieke strafmaatregelen. Vanaf het begin van de 19e eeuw werd de naam definitief veranderd in Markt.

## Indeling
Aan de zuidzijde en westzijde van het plein liggen enkele terrasjes, met uitzicht op het stadhuis. Verder bevindt dit plein zich midden in een winkelgebied. Aan de zuidwestzijde van het plein ligt de Steenstraat die naar de Oude Markt leidt.

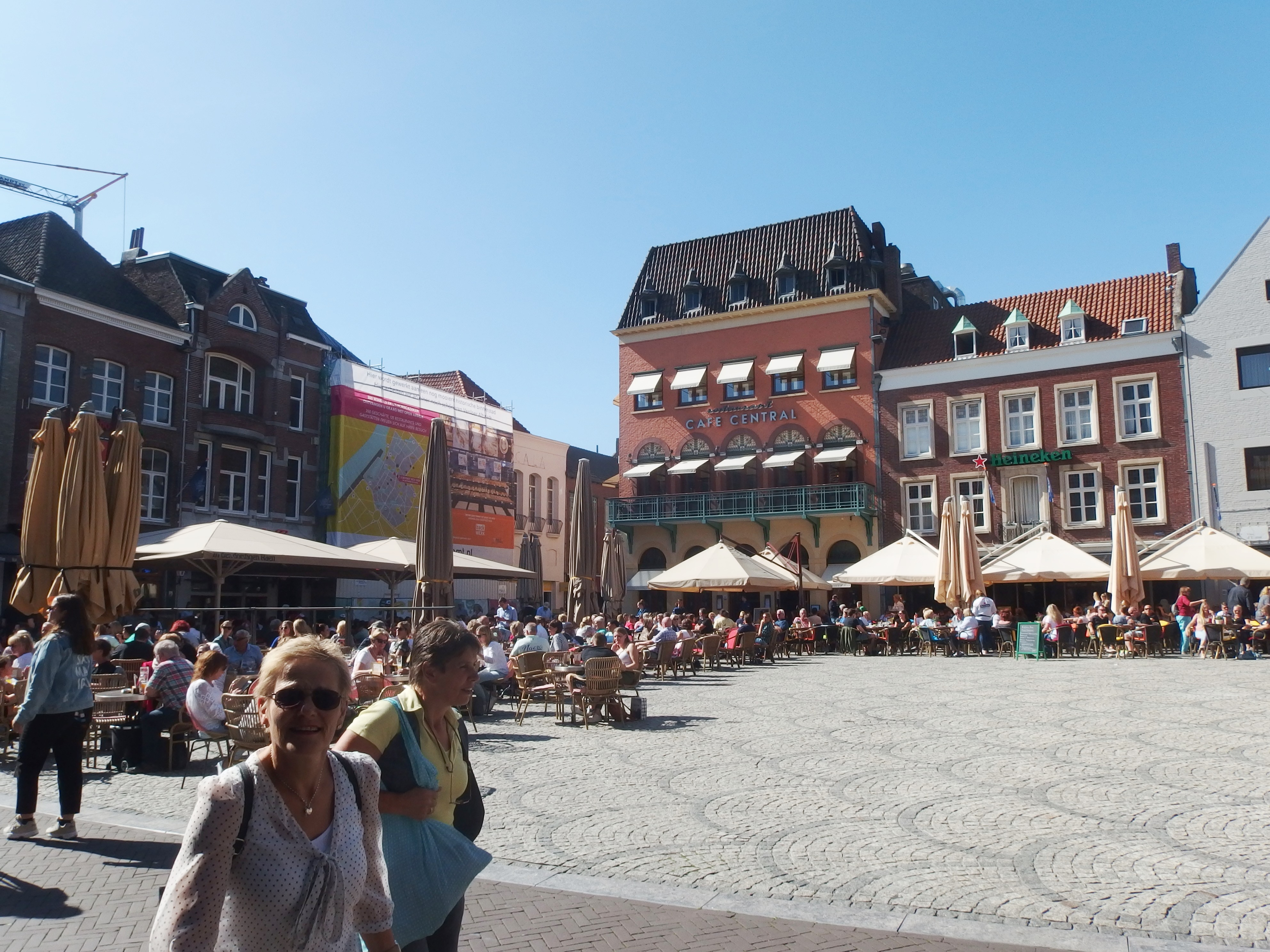
Markt
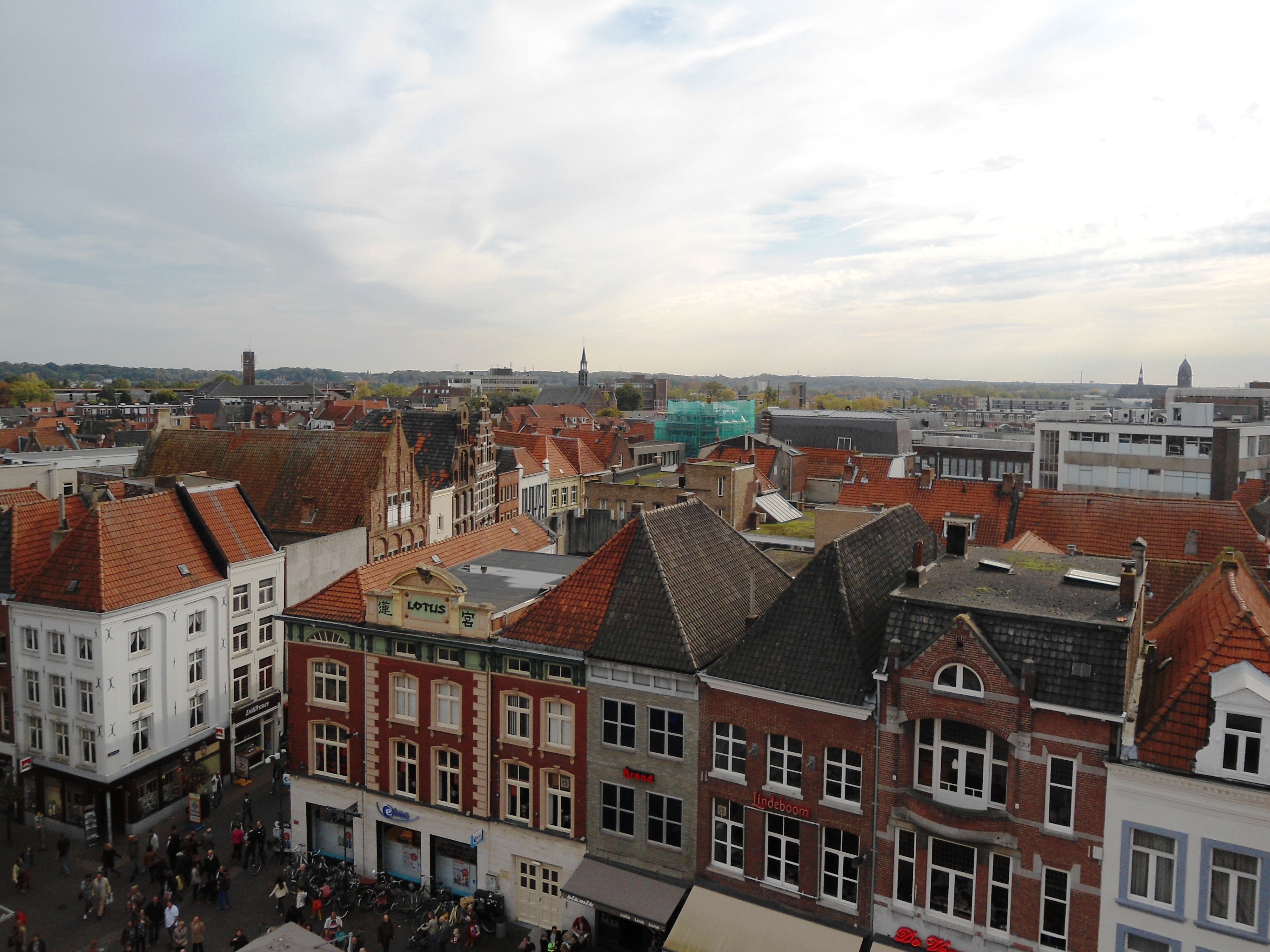
Zuidzijde van de Markt te Venlo

## Monumenten
Centraal op dit plein staat het 16e-eeuwse monumentale Stadhuis van Venlo, met 13e-eeuwse fundamenten. 
Daarnaast liggen er nog enkele gemeentelijke monumenten aan dit plein, te weten:
- Markt 5: winkel met bovenwoning, vermoedelijk stammend uit de renaissance.
- Markt 24: winkel, 16e eeuw.
- Markt 24a: bovenwoning, 16e eeuw.
- Markt 25: café De Vergulde Gaper, 1911-1912.
- Markt 26: café In den Dorstigen Haen, 15e eeuw.
- Markt 28: winkel met bovenwoningen, late 19e eeuw.

## Ze ook
- Lijst van rijksmonumenten in Venlo (plaats)
- Lijst van gemeentelijke monumenten in Venlo (gemeente)